# Пикелл, Боб
Бернард А. (Боб) Пикелл (англ. Bernard A. (Bob) Pickell; 2 июля 1927, Каунас — 8 августа 1986, Торонто) — канадский баскетболист. Участник летних Олимпийских игр 1952 и 1956 годов.

## Биография
Боб Пикелл родился 2 июля 1927 года в литовском городе Каунас.
Играл в баскетбол за «Эдмонтон Метеорс» и «Бритиш Коламбия Тотемс».
В 1952 году вошёл в состав сборной Канады по баскетболу на летних Олимпийских играх в Хельсинки, занявшей 13-е место. Провёл 6 матчей, набрал 57 очков (по 13 в матчах со сборными Италии и Египта, 12 — с Бразилией, по 7 — с Аргентиной и Филиппинами, 5 — с Румынией).
В 1956 году вошёл в состав сборной Канады по баскетболу на летних Олимпийских играх в Мельбурне, занявшей 9-е место. Провёл 7 матчей, набрал 109 очков (27 в матче со сборной Южной Кореи, 26 — с СССР, 19 — с Францией, 17 — с Японией, 16 — с Сингапуром, 4 — с Австралией).
В 1959 году участвовал в баскетбольном турнире Панамериканских игр в Чикаго, где канадцы заняли 5-е место.
Умер  8 августа 1986 года в канадском городе Торонто.